# Mario Party 2
Mario Party 2 (Nhật: マリオパーティ2 Hepburn: Mario Pāti Tsū) là một trò chơi điện tử nhiều người chơi được phát triển bởi Hudson Soft và được Nintendo phát hành cho máy chơi trò chơi video Nintendo 64. Trò chơi được phát hành lần đầu tiên tại Nhật Bản vào tháng 12 năm 1999 và trên toàn thế giới vào năm 2000. Mario Party 2 là phiên bản nối tiếp Mario Party 1 và là trò chơi thứ hai trong loạt trò chơi Mario Party. Sau Mario Party 2 là Mario Party 3.
Có sáu nhân vật có thể làm người chơi được trong Mario Party 2: Mario, Luigi, Công chúa Peach, Yoshi, Wario và DK từ loạt game Mario. Mục tiêu của game là kiếm được càng nhiều ngôi sao càng tốt trong bảng chơi; các ngôi sao có được bằng cách mua từ một ô bất kỳ trên bảng chơi. Quá trình di chuyển của mỗi nhân vật được xác định bằng một con xúc xắc, với mỗi một lần tung xúc xắc sẽ được di chuyển qua một số ô bằng đúng số ghi trên xúc xắc. Mỗi lượt chơi trong Mario Party 2 được theo sau bởi một minigame, nếu giành chiến thắng sẽ có thưởng (thường là 10 xu) cho người chơi, được sử dụng để mua vật phẩm và ngôi sao. Trò chơi cũng được phát hành trên tựa game Wii Virtual Console tại Nhật Bản vào cuối năm 2010 và cho Wii U Virtual Console ở Bắc Mỹ vào tháng 12 năm 2016.